# 海物語
《海物語》是2009年夏季于CBC制作・日本新聞網播放的日本電視動畫作品。

## 登場人物

### 海之世界
瑪琳（聲優：阿澄佳奈）
来自大海的少女，有著天真烂漫，好奇心旺盛的性格。因為撿到宮守夏音的戒指，所以到空之世界尋找戒指的主人。口頭是『愛死妳啦』。由於本身太過於純潔，反而對黑暗沒甚麼抵抗力，於月蝕之日時又到黑暗籠罩的影響，不受控制地被邪惡力量感染而對烏琳說出傷人的話，其後亦有多次因為情感上的干擾而無法變身。
烏琳（聲優：堀江由衣）
瑪琳的妹妹，因為不放心姊姊瑪琳到空之世界，所以陪同瑪林一起前往。雖然自身有海之巫女的血統，但因為年紀尚幼小故其能力尚未覺醒。非常喜歡姐姐瑪琳，但卻因為自身沒有力量而感到自卑，再加上瑪琳因為夏音而往往忽略的烏琳，最後於月蝕之日受到黑暗之引誘而被瑟多拉附身並在海底封印瑟多拉的神殿裡羽化成暗之巫女。
薩姆（聲優：間島淳司、儀武祐子（幼少時））
瑪莉的朋友，喜欢海葡萄。會不自覺的對異性拋媚眼，但反應往往不如預料中的好。
佤琳（聲優：福井裕佳梨）
瑪莉的朋友。
松本（聲優：納谷六朗）
辅助海巫女、空巫女的圣龟，海世界的长老，因為特殊血緣而使得壽命可以很長。
市川（聲優：明坂聰美）
松本的女兒，對醃製品有特別喜愛。擁有聖龜的血統，故初期可以不受瑟多拉的邪惡之力影響。

### 空之世界（人類世界）
宮守 夏音（聲優：壽美菜子）
居住在天神子島的女高中生，經常露出一副消极的性格，常常被别人说散发出邪气而不接近她。口頭蟬是『好想去死』。因為自己的不安而與男友小島產生誤會，至此把小島送的戒指扔到海裡。
宮守 都（聲優：永井幸子）
夏音的母親，继承家业的占卜师。
鈴木（聲優：儀武祐子）
夏音的青梅竹馬，喜歡瑜伽。
小島（聲優：澤城美雪）
夏音的前男友。因为误会被甩，但是还想和夏音继续交往。
大島（聲優：豐崎愛生）
喜欢小岛，把夏音当敌人看的女孩。
歌者（聲優：宮原永海）
在天神子岛上唱着流传下来的岛歌。

## 用語
海之巫女
空之巫女
海和空之巫女是心作為力量的起源有，隱藏對抗瑟多拉得到的力量。
海人
居住在海底的種族，外表和普通的人相同，但是到了地上的話，就無法作呼吸，戴上麥卡托之環後就能呼吸。與空人不同的地方是，海人是由貝殼所孕育出來的，故沒有空人所謂的親族之關係。
空人
空人是海人稱呼人類的名字。
麦卡托之环
海人所使用手鐲，戴上麦卡托之环後，即使在地上也變得能呼吸。相反地戴上麥卡托之環後，就變得無法在海裏呼吸。
奥特里斯之环
空人進入海所以使用的手鐲，戴上奥特里斯之环後，即使在海裏也變得能呼吸，所以奥特里斯之环是和麦卡托之环完全相反的手鐲。平時是放在米糠醃的桶裏的拌鹽米糠的鐵釘用。
瑟多拉　聲優：桑島法子
傳說記載,瑟多拉很久以前從海裹來到空中，用強大的黑暗力量使得空墜落,讓黑暗籠罩世界,之後被空之巫女、海之巫女兩人合力封印在地上與海中。而由於烏琳解除了棺材的封印，導致瑟多拉在地上的封印解除,之後又將海洋生物邪惡化，奉命他們去收集邪惡的靈魂。實際上,瑟多拉並沒有所謂的實體存在,在歷史中出現多次,但每次都被空、海巫女封印,而這此得到烏琳這個實體是頭一遭,於第十一話時瑪琳與夏音才得知瑟多拉原來是島民流放到打海的各種悲傷集合體。

## 製作人員
- 原案：海物語系列
- 故事原案：築地俊彦
- 監督：佐藤順一
- 系列監督：紅優
- 系列構成：山田由香
- 角色設定：飯塚晴子
- 職業設計：岩永悦宜
- 美術監督：小林七郎
- 撮影監督：太田和亨
- 色彩設計：川上善美
- 音樂：村松健
- 方言指導：儀武ゆう子
- 制作：小山倫良
- 動畫製作：橋本和典
- 制作：田坂秀将、柴田維、川﨑とも子、岩佐芳弘
- 動畫制作：ZEXCS
- 製作：海物語製作委員會（松竹、T.O Entertainment、ZEXCS）、中部日本放送

## 主題歌
主題曲「violet」
作詞 - micco、作曲・編曲 - 菊地達也、歌 - marble
片尾曲「透明な祈り」
作詞 - riya、作曲・編曲 - 伊藤真澄、歌 - 伊藤真澄
插入歌「てぃだぬひきやり」
作詞・作曲 - 村松健、歌 - 唄者（宮原永海）
插入歌「星達の午後」
作詞 - riya、作曲・編曲 - 伊藤真澄、歌 - 伊藤真澄
插入歌「てぃだぬひきゃり」(第13話)
作詞・曲 - 村松健、歌 - マリン(阿澄佳奈)、ウリン(堀江由衣)
插入歌「宝石」(第13話)
歌 - marble

## 各話標題
| 話数 | 日文標題          | 中文标题          | 脚本     | 分鏡              | 演出       | 作画監督                            | DVD收錄 |
| ---- | ----------------- | ----------------- | -------- | ----------------- | ---------- | ----------------------------------- | ------- |
| #01  | 海の心 空の心     | 海的心 空的心     | 山田由香 | 佐藤順一          | 鈴木吉男   | 加藤真人 飯塚晴子                   | 第1巻   |
| #02  | 指輪の心 巫女の心 | 指輪的心 巫女的心 | 山田由香 | 紅優              | 嵯峨敏     | 落合瞳 杉藤さゆり                   | 第1巻   |
| #03  | 近づく心          | 靠近的心          | 山田由香 | 山本天志          | 山本天志   | 伊部由起子                          | 第2巻   |
| #04  | 試される心        | 試驗之心          | 横谷昌宏 | 青井小夜          | 青井小夜   | 松尾亜希子                          | 第2巻   |
| #05  | 光を覆う心        | 包裹著光芒的心    | 山田由香 | 金崎貴臣          | 唐戸光博   | 野道佳代 斉藤和也 織岐一寛 北條直明 | 第3巻   |
| #06  | 堕ちる心          | 墮落的心          | 山田由香 | 大隈孝晴          | 大隈孝晴   | 川島尚                              | 第3巻   |
| #07  | 離れゆく心        | 漸漸分離的心      | 横谷昌宏 | 鈴木吉男 佐藤順一 | 山口武志   | 明珍宇作                            | 第4巻   |
| #08  | 求め合う心        | 尋求彼此的心      | 横谷昌宏 | 斎藤哲人 佐藤順一 | 山本天志   | 伊部由起子 加藤真人                 | 第4巻   |
| #09  | 愛する心          | 愛之心            | 吉田玲子 | 佐藤順一          | 川崎逸朗   | 烏宏明 織岐一寛 中本尚              | 第5巻   |
| #10  | 沈黙する心        | 沉默的心          | 山田由香 | 斎藤哲人 佐藤順一 | 嵯峨敏     | 落合瞳 LEE JU YONG                  | 第5巻   |
| #11  | 光の心 闇の心     | 光之心 暗之心     | 横谷昌宏 | 佐藤順一          | 牧原亮太郎 | 松尾亜希子 秋山ケイ子               | 第6巻   |
| #12  | 島の心 人の心     | 島之心 人之心     | 山田由香 | 佐藤順一          | 山本天志   | 飯塚晴子 島沢ノリコ 加藤真人        | 第6巻   |
| #13  | 信じあう心        | 信任的心          | 吉田玲子 | 夏目真悟          | 夏目真悟   | 貞方希久子 飯塚晴子 加藤真人        | 第6巻   |

## 放送局
日本深夜動畫：下文記載的日本国内播放時間使用日本標準時間（UTC+9）表示。因為部分時間标识會採用30小时制，因此請留意这类超过24:00的时间，其實際播放時間為翌日清晨。
| 放送地域   | 放送局              | 放送期間                | 放送日時                                                                | 放送系列 | 備考           |
| ---------- | ------------------- | ----------------------- | ----------------------------------------------------------------------- | -------- | -------------- |
| 中京广域圈 | 中部日本放送（CBC） | 2009年6月24日 - 9月16日 | 星期三 25時29分 - 25時59分                                              | TBS系列  | 製作局 CBC範圍 |
| 关东广域圈 | TBS電視（TBS）      | 2009年6月26日 - 9月18日 | 星期五 26時25分 - 26時55分                                              | TBS系列  |                |
| 北海道     | 北海道放送（HBC）   | 2009年6月27日 - 10月3日 | 星期六 26時13分 - 26時43分                                              | TBS系列  |                |
| 福岡县     | RKB每日放送（RKB）  | 2009年7月1日 - 9月23日  | 星期三 27時00分 - 27時30分                                              | TBS系列  |                |
| 宮城县     | 東北放送（TBC）     | 2009年7月2日 - 9月24日  | 星期六 25時34分 - 26時04分                                              | TBS系列  |                |
| 静岡县     | 静岡放送（SBS）     | 2009年7月3日 - 9月25日  | 星期五 26時10分 - 26時40分                                              | TBS系列  |                |
| 广岛县     | 中国放送（RCC）     | 2009年7月3日 - 9月25日  | 星期五 27時10分 - 27時40分（第2話） 星期五 26時40分 - 27時10分（第3話） | TBS系列  |                |
| 近畿广域圈 | 毎日放送（MBS）     | 2009年7月6日 - 9月28日  | 星期一 26時35分 - 27時05分                                              | TBS系列  |                |
| 全国放送   | BIGLOBE             | 2009年7月7日 - 10月6日  | 星期二 10時00分更新                                                     | 網路電視 | 不用收費       |
| 全国放送   | AT-X                | 2009年7月20日 - 10月5日 | 星期一 9時00分 - 9時30分                                                | CS放送   | 有重播         |

## 漫畫

### Comic BLADE版
在2009年2月28日至2010年1月30日連載到「月刊コミックブレイド」。作畫是葛城彰。 

### 日文版
1. 海物語有你相伴 1 （2009年8月25日初版發行：ISBN 978-4-86127-644-6）
2. 海物語有你相伴 2　(2010年2月10日初版發行：ISBN 978-4-86127-700-9)

### 中文版
1. 海物語有你相伴 1  （2010年7月16日：ISBN 978-986-10-5277-9)

### COMIC HIGH!版
在2009年3月21日至2010年1月22日連載到「COMIC HIGH!」。作畫是成原とんみ。
1. うみものがたり みんな愛してる! 1 （2009年9月12日初版發行：ISBN 978-4-575-83671-4）
2. うみものがたり みんな愛してる! 2 （2010年6月11日初版發行：ISBN 978-4-575-83779-7）

## WEB廣播劇
名為『海物語〜我也在留言〜』於2009年6月12日到12月25日的隔週星期五在Rantisuueburajio和音泉播放。

### 概要
配信期間：2009年6月12日 - 2009年12月25日（全15回）

### 人物
- 阿澄佳奈（瑪琳）
- 寿美菜子（宮守夏音）（第4，第6 - 15日）

### 主題歌
主題歌（第4回 - ）「Treasure! 〜君と出逢えたコト〜」 
- 作詞 - micco、作曲・編曲 - 菊池達也、歌 - 瑪琳（阿澄佳奈）、宮守夏音（寿美菜子）

### 嘉賓
- 第2回（2009年6月26日） - 寿美菜子（宮守夏音）
- 第3回（2009年7月10日） - 堀江由衣（烏琳）
- 第4,6,13,15回（2009年7月24日,8月21日,11月27日,12月25日） - 儀武ゆう子（鈴木、方言指導）
- 第5回（2009年8月7日） - 佐藤順一（監督）、marble（主題歌擔当）
- 第7回（2009年9月4日） - 明坂聰美（市川）
- 第8回（2009年9月18日） - 澤城美雪（小島）
- 第9回（2009年10月2日） - 福井裕佳梨（佤琳）、間島淳司（薩姆）
- 第10回（2009年10月16日） - 儀武ゆう子、marble
- 第11回（2009年10月30日） - 儀武ゆう子、佐藤順一、飯塚晴子（人物設定・總作畫監督）
- 第12回（2009年11月13日） - 豐崎愛生（大島）

## 外部連結
- 海物語官方網站 （页面存档备份，存于）
- hicbc.com：海物語?有了您的嗎 ?
- web廣播公式網站

| 日本 中部日本放送 星期三25:59节目 | 日本 中部日本放送 星期三25:59节目 | 日本 中部日本放送 星期三25:59节目 |
| --------------------------------- | --------------------------------- | --------------------------------- |
|                                   | 海物語〜有你相伴〜                |                                   |
| 戰國BASARA                        | 科學超電磁砲 （UHF動畫）          |                                   |